# 胡義贊
胡義贊（1831年—1902年），字非襄，號石查、煙視翁。河南光山人。
同治十二年（1873年）舉人，官至海寧知州。擅長山水，精書法、篆刻，行楷、山水皆學董其昌，刻印宗秦漢。好收藏，所藏錢幣皆稀品。又長於金石考證之學，與鮑康齊名。